# 罗秉忠 (商人)
罗秉忠（或Lo Ping Zhong），又名通敏奈（緬甸語發音：[tʰʊ́ɴ mjɪ̯ɴ nàiɴ]，转写Htun Myint Naing或Tun Myint Naing），缅甸华商，缅甸最大集团公司亚洲世界有限公司董事长，缅甸著名毒枭羅星漢之子。他还拥有馬圭足球會。有媒体将其中文名误译为“罗平忠”。

## 家庭
罗秉忠有6个兄弟和2个姐妹。他于1996年3月16日与新加坡公民Cecilia Ng（Ng Sor Hong）结婚。